# 나쁜 여자들 (2002년 영화)
나쁜 여자들은 한국에서 제작된 최문석 감독의 2002년 드라마 영화이다. 박솔미 등이 주연으로 출연하였다.

## 출연

### 주연
- 박솔미
- 성유리
- 김혜리
- 박광현

### 조연
- 이정진
- 김병세
- 이종수
- 예지원
- 선우재덕
- 천정명